# Следващият, моля
„Следващият, моля“ е българска телевизионна игра, която стартира на 5 октомври 2013 по TV7.
Първият ѝ сезон свършва на 30 юни 2014 г.
Шоуто е с водещ Башар Рахал, който задава въпроси от различни области на участниците.

## Правила
Участниците в епизода се нареждат на опашка и водещият извиква първия. Задава му 4 въпроса на определена тема. Участникът трябва да отговори на 3 от тях, за да продължи състезанието. При два грешни отговора в една тема участникът губи и си тръгва и пристига следващият.
Когато участникът премине успешно през тема, Сферата на парите се завърта и играчът си избира свитък. Водещият го отваря и прочита. На него може да има парична сума или препятствия(виж по-долу). Може да има и специални теми с по 1 въпрос като:
```
* Медицина с медицинската сестра;
* Диалект с бабите от Банско;
* Песни с виетнамците Синг и Сонг и др.
```

При грешен отговор на специална тема играчът си тръгва.
След всяка тема и теглене на свитък на играча се дава право да се премести на Стола на шампиона. Ако участникът се премести, става временен шампион и следващият може да го измести, като спечели повече пари от него и на свой ред се премести на Стола на шампиона.
Когато останат 3 минути преди бонус кръгът, играта се забързва. При изтичането на времето, ако последният участник е започнал една тема, я доиграва и тегли последен свитък. В по-късните епизоди това се променя, като просто се обявява последна тема.
В бонус кръгът играе временният шампион в края на играта. Той получава бонус от 10 000 лева към парите си. След това трябва да отговори на 21 въпроса с по два отговора за 150 секунди, но трябва да казва грешният от тях. Когато сгреши или се забави прекалено, той се връща на първия въпрос и започва да отговаря отначало. Ако играчът не отговори на всички въпроси, губи всичко освен бонуса от 10 000 лв. и остава на последния въпрос, който е стигнал. Получава още 100 секунди, като за всяка изтекла секунда губи по 100 лева. Изтичането на тези секунди води до край на играта за него.

## Свитъци
Тук са представени всички свитъци по брой и стойност.
```
1
 x 25 000 лв. = 
25 000
 лв.

4
 x 12 500 лв. = 
50 000
 лв. 

5
 x 8000 лв. = 
40 000
 лв. 

5
 x 6000 лв. = 
30 000
 лв. 

5
 x 5000 лв. = 
25 000
 лв.

5
 x 4000 лв. = 
20 000
 лв.

5
 x 3000 лв. = 
15 000
 лв. 

5
 x 2000 лв. = 
10 000
 лв.

5
 x 1000 лв. = 
5000
 лв.

4
 x 500 лв. = 
2000
 лв.

5
 x Дуел = (Равни с един въпрос. Който отговори правилно се мести на стола.)

1
 х Бедствие = ------------

1
 х Следващият = ------------
____________________________________
51 свитъка = 
222 000 лв.
```

### Свитък „Дуел“
Ако има временен шампион, парите на претендента се изравняват с неговите и на двамата се задава един въпрос. Първият, отговорил вярно, става /остава/ шампион.
Ако няма временен шампион, претендентът губи всичките си пари, но продължава играта.

### Свитък „Бедствие“
Водещият задава „бедствен“ въпрос на претендента. При правилен отговор играчът тегли нов свитък и продължава играта, а при грешен – си тръгва.

### Свитък „Следващият“
Играчът, изтеглил този свитък, автоматично си тръгва.

## Специални епизоди
На 1 юни, Деня на детето, е излъчен специален епизод, в който участват само деца. В този епизод не могат да се печелят пари, а само „точки“. В бонус кръгът първоначалното време е увеличено от 150 до 360 секунди.
Първият сезон е закрит със специален епизод, наречен „Размяната“.